# Parlamentswahl im Iran 1988
Die Iranischen Parlamentswahlen 1988 fanden am 8. April 1988 statt und waren die dritten Parlamentswahlen nach der Islamischen Revolution und die letzten Parlamentswahlen während des Ersten Golfkriegs in Iran. 

## Ergebnis und Folgen
|                               | Stimmen    | Anteil in % |
| ----------------------------- | ---------- | ----------- |
| Wahlberechtigte               | 27.986.736 | 100         |
| Wähler                        | 16.714.281 | 59,72       |
| registrierte Kandidaten       | 1.999      | 100         |
| zugelassene Kandidaten        | 1.417      | 70,88       |
| gewählte männliche Kandidaten | 266        | 98,52       |
| gewählte weibliche Kandidaten | 4          | 1,48        |

Die bislang wichtigste Partei des Iran, die Islamisch-Republikanische Partei (Selbstauflösung am 2. Juni 1987) wurde von der Partei der Vereinigung der kämpfenden Geistlichkeit abgelöst.